# Docosan
Docosan er en fællesbetegnelse for en alkan med 22 kulstofatomer, som har formlen C22H46.
| Naturvidenskab | Spire Denne naturvidenskabsartikel er en spire som bør udbygges. Du er velkommen til at hjælpe Wikipedia ved at udvide den. |